# Islotes pancreáticos
Los islotes pancreáticos o islotes de Langerhans son estructuras formadas por  cúmulos densos y compactos de células con función exclusivamente endócrina, del páncreas, que se encargan de producir hormonas como la insulina y el glucagón. El islote ha sido descrito como un mini-órgano complejo, compuesto por un ensamblaje de células endócrinas, y con otras células de apoyo, que controlan la homeostasis de la glucosa en sangre.

En el humano se calcula en ~1 millón ( 1 × 106) el número de islotes en el páncreas. 
Cada islote está formado por ~1000 células endócrinas de diferente  tipo: células alfa (α), células beta (β), células delta (δ), células gama (γ), células G y células epsilon (ε).
Por el contrario, los acinos del páncreas son las glándulas de secreción externa (exócrinas) del páncreas, encargadas de secretar enzimas dentro del tubo digestivo.

## Historia
En 1869 Paul Langerhans publicó en su Tesis el descubrimiento microscópico de  acúmulos de células dentro del páncreas:
| “En su mayoría, varias células están muy próximas, distribuidas peculiarmente en el parénquima de la glándula (…) los cúmulos "zellhaufen" redondeados tienen un diámetro de 0,1 a 0,24 mm”. Paul Langerhans, Tesis: Beitrage zur mikroskopischen Anatomie der Bauchspeicheldruse (1869). |

En 1893 Edouard Laguesse los llamó «islotes de Langerhans» en reconocimiento a su descubridor.

En 1968 Dean y Matthews por primera vez, atravesaron islotes de ratón intactos con electrodos intracelulares afilados y reportaron la actividad eléctrica de las células pancreáticas.

## Estructura

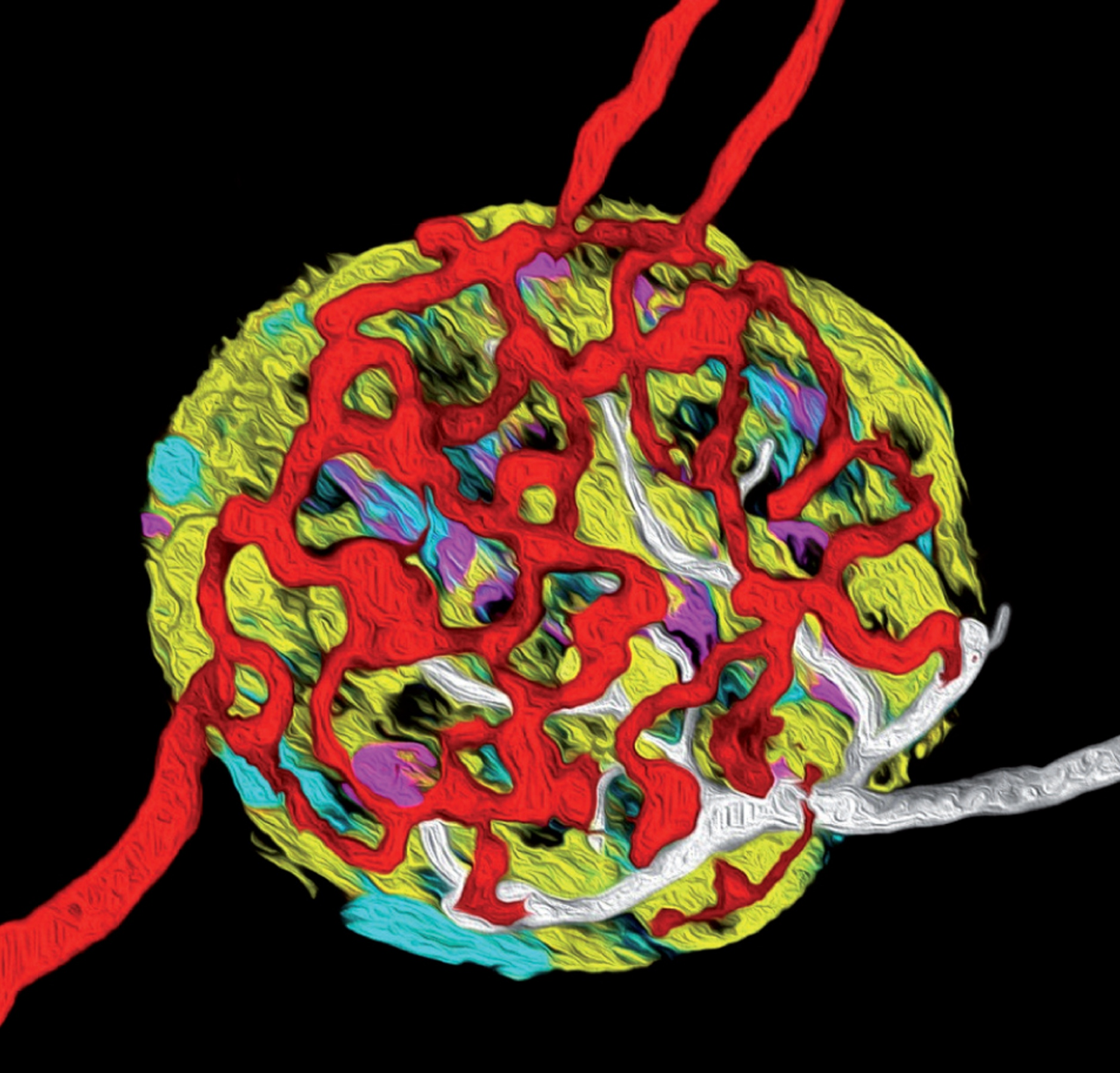
Reconstrucción 3D de un islote pancreático de rata coloreado.
Los vasos sanguíneos en rojo y los nervios en blanco.

Los acúmulos de células endócrinas del páncreas forman pequeños racimos o islotes, dispersos por todo el órgano. Las células ubicadas en el interior de los islotes, se encuentran densamente empaquetadas. Esta disposición hace que el #Espacio intercelular sea escaso entre los diferentes tipos de células. 
Las células endócrinas del islote se presentan como un ensamblaje ordenado, en el cual las células secretoras interactúan, para mantener una salida hormonal óptima. 
Hay más de un millón (hasta 3 millones  1-3 × 106) de tales islotes en el páncreas humano normal. 

Los islotes están compuestos además por células vasculares (células endoteliales, pericitos), eritrocitos, células del estroma (fibroblastos), células inmunitarias (granulocitos, linfocitos, macrófagos, células dendríticas) y células nerviosas (neuronas).

### Microaquitectura
Los Islotes pancreáticos tienen un tamaño entre 100-500 micrómetros (μm) y cada uno agrupa ~1000 células endócrinas de diferente tipo.

El Islote se ve más claro y delimitado.Tinción H&E.

En los cortes teñidos con H&E, tienen el aspecto de islotes irregulares de color rosa pálido, distribuidos extensamente entre un mar de acinos exocrinos de color más oscuro.

Para identificar los diferentes tipos de células insulares se necesitan métodos de tinción especial como el de Gomori o tinción mediante inmunohistoquímica o inmunofluorescencia. 
En el Islote pancreático la proporción de las diferentes células endócrinas varía según la especie. 

La localización tridimensional de las células dentro del islote también es diferente. 

Gran parte de estas células endócrinas son llamadas células  β (beta) relativamente pequeñas y de color azul.

En grupos pequeños alrededor de las células beta, se identifican células de mayor tamaño, de color rosa que son denominadas células  α (alfa).

Además, los islotes poseen también células delta (δ), células F, PP ( γ) 
y epsilon (ε), células G. Las células beta son las más comunes y las epsilon las más raras.

La arquitectura espacial de los tipos de células endócrinas dentro del islote es importante para su función, ya que la conexión intercelular y la señalización parácrina entre células optimizan la secreción de hormonas.

### Espacio intercelular
Dentro de los islotes, el intersticio es un espacio crucial para el diálogo entre las células y para la transducción de señales. Se muestra como un «canalículo» o espacio intercelular común, en ubicación opuesta a los capilares, formado por tres o cuatro células adyacentes, y que se encuentra recubierto con microvellosidades. 
Dentro de este espacio, emerge la cilia primaria desde las células, como una estructura especializada que media esos procesos.
Islotes murinos
Los islotes de ratón/rata muestran una arquitectura típica de dos zonas homogéneas núcleo y manto,  con células β agrupadas en el centro, rodeadas por un manto delgado de células α y δ.
Islotes humanos
En los islotes pancreáticos humanos las células β están entremezcladas (heterogéneas) con las células α, δ, G, γ y ε.
|         | Células Alfa (α) glucagón | Células beta (β) insulina | Células delta (δ) somatostatina | Células gama (γ, F, PP) polipéptido pancreático | Células (G) gastrina | Células epsilon (ε) grelina |
| Murinos | 15%                       | 75%                       | 10%                             | 5%                                              | -                    | 1%                          |
| Humano  | 33-46% 34.4 ±2.5%         | 48-60% 53.9 ±2.5%         | 8-12% 10.4 ±0.9%                | 2% -                                            | -                    | -                           |

Las sustancias que producen cada una de estas células son:

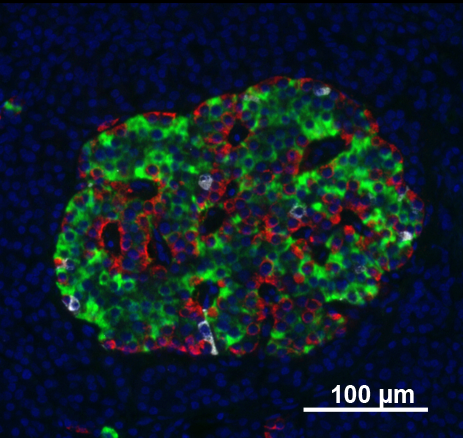
Islote pancreático humano, con tinción múltiple mediante Inmunohistoquímica. Glucagón (células alfa en rojo), insulina (células beta en verde), somatostatina (células delta en blanco) y ADN de núcleos (azul).

- Células alfa (α): producen la hormona polipeptídica glucagón.
- Células beta (β): producen las hormonas polipeptídicas insulina y amilina (a una razón de 100:1 respectivamente).
- Células delta (δ): producen el péptido somatostatina.
- Células gama ( γ) F: producen un polipéptido pancreático que inhibe las secreciones exocrinas del páncreas y la motilidad del estómago y del intestino.
- Células G: producen la hormona polipéptida gastrina que estimula la producción de HCl por las células parietales del estómago.
- Células epsilon (ε): producen la hormona grelina.[16][17]

### Circulación en el islote
Los islotes representan solamente 1-2% del total de la masa pancreática, pero están densamente vascularizados y abastecidos por 5-15% del flujo sanguíneo que ingresa al páncreas.

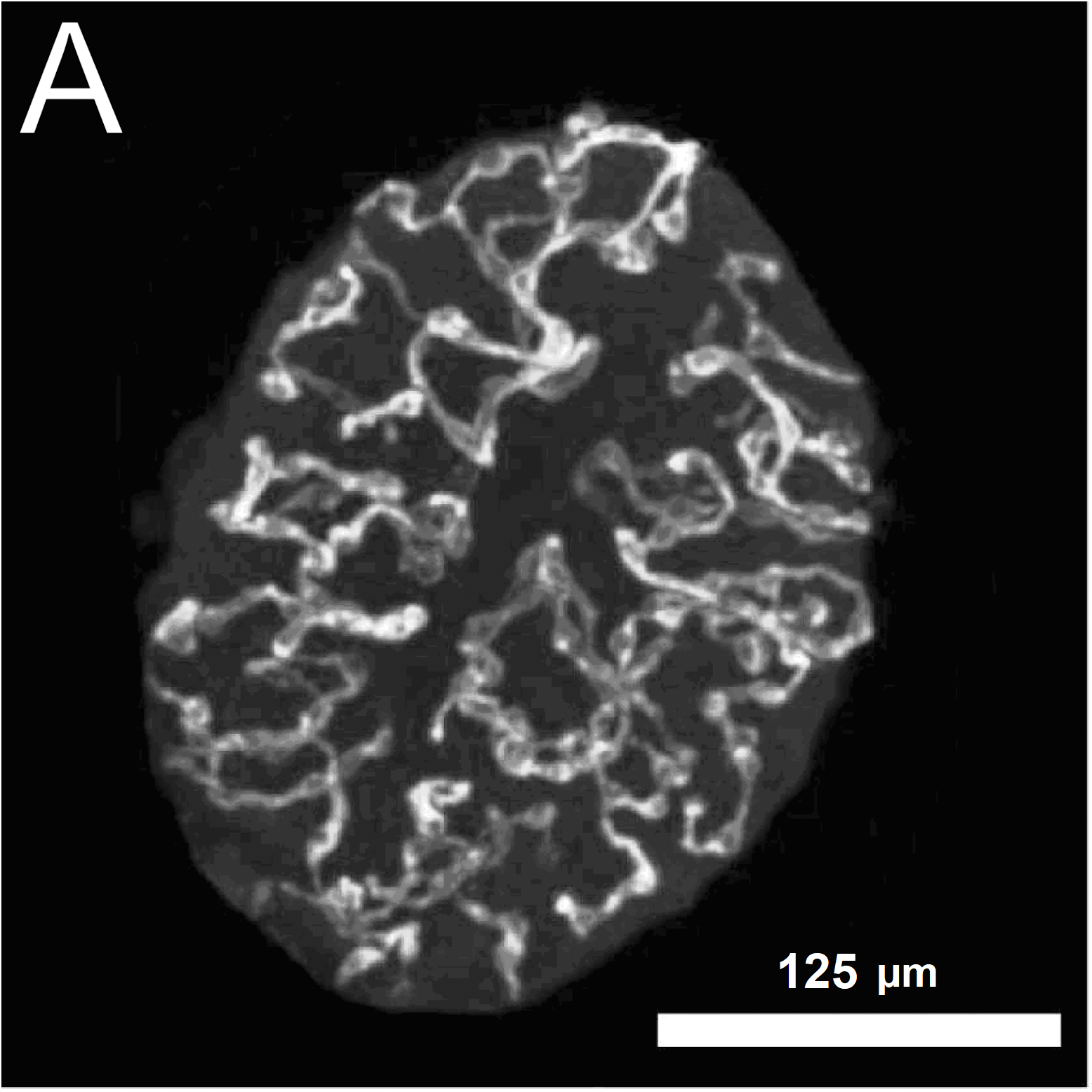
Capilares en un islote pancreático aislado. Se ven como bucles y ovillos blancos.

Los islotes están irrigados por arteriolas, procedentes del 
estroma circundante. El tamaño del islote entre 50-100 micrómetros (µm) determina el diámetro de la arteriola aferente. La arteriola al entrar en el islote se divide en  capilares. El lecho capilar del islote pancreático muestra una disposición en ovillos y bucles cercanamente enrollados. La vasculatura capilar es densa y se compone de células endoteliales que son delgadas y muy fenestradas.

El escaso tejido fibroso/conjuntivo que forma la matriz extracelular rodea el islote y acompaña las arteriolas y las vénulas.

### Linfáticos en el islote
Durante años se había considerado que los islotes carecían de vasos linfáticos funcionales.

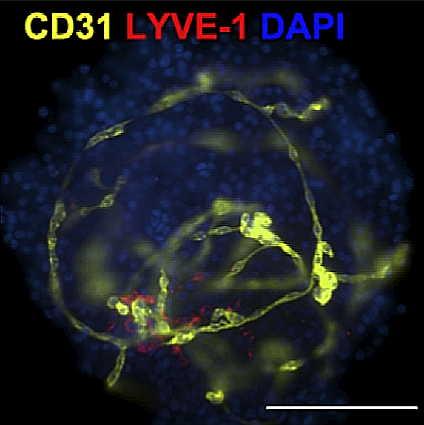
Linfáticos del islote pancreático en rojo.
Arteriolas en amarillo.

Los vasos linfáticos que rodean algunos de los islotes, penetran en ellos solo en el hilio. 

Los linfáticos peri-islotes e intra-islotes podrían participar en la regulación de la inflamación, un hecho común en la diabetes.
Los estudios muestran que los vasos linfáticos (en ratones no diabéticos) están adyacentes a los islotes inflamados, y también se encuentra una red linfática funcional en los islotes que son trasplantados.

### Inervación del islote

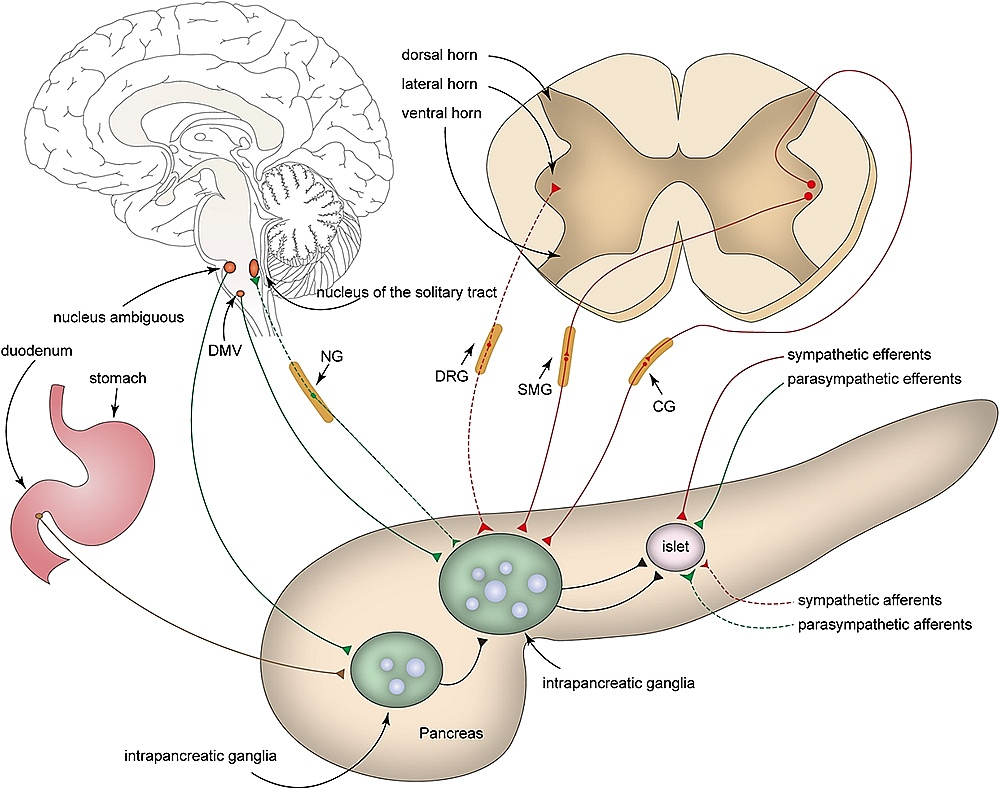
Inervación de los Islotes pancreáticos.

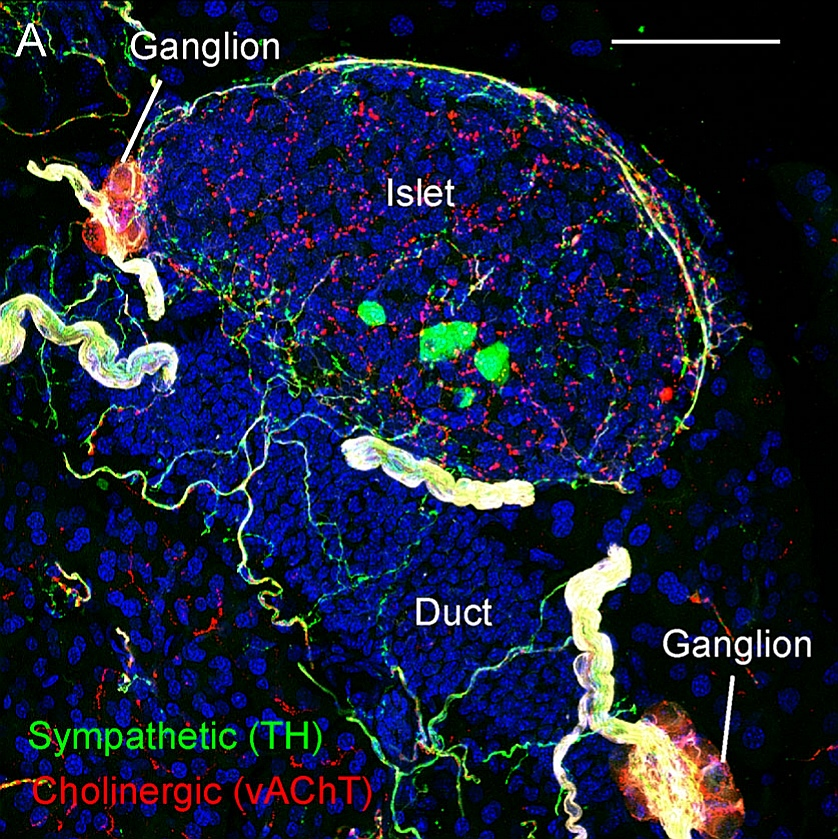
Islote en azul y Sist Autónomo intrapancreático.
Simpático (TH, en verde). Parasimpático (Colinérgico vAChT en rojo). Ganglion= ganglio intrapancreático (en rojo) y núcleos de células (en azul).

Los islotes están inervados por nervios colinérgicos simpáticos, adrenérgicos y parasimpáticos.

Los nervios extrapancreáticos se proyectan directamente a los islotes pancreáticos o bien convergen en los ganglios intrapancreáticos.

Inervación pancreática intrínseca
es una red de neuronas pancreáticas, que se agrupan para formar ganglios pancreáticos y envían proyecciones amielínicas a sus objetivos en el páncreas endocrino y exocrino. Los ganglios están dispersos por el parénquima pancreático y los espacios interlobulillares, pero también están presentes alrededor de los islotes pancreáticos, donde forman complejos neuroinsulares.

Pocos axones colinérgicos parasimpáticos parecen penetrar en el islote humano y las fibras simpáticas inervan preferentemente las células del músculo liso de los vasos sanguíneos ubicados dentro del islote.

## Genética celular
La Ontogenia de los diferentes tipos de células de los islotes se ha estudiado ampliamente en ratones, donde los progenitores endocrinos comienzan a expresar ARX o PAX4, empujando su especificación hacia el destino de las células α o β.

Los factores de transcripción específicos del tipo de célula guían a las células hacia la maduración.

Para las células α, los factores de transcripción incluyen: MAFB, IRX2 y BRN4.

Son factores de transcripción clave para la maduración de las células β: PDX1, MAFA y NKX6.1. 
El desarrollo de la secuenciación de ARN de  una sola célula (scRNA-Seq en inglés) permite perfilar el contenido de ARNm de células individuales de tejidos heterogéneos. Ofrece una oportunidad para caracterizar mejor las identidades celulares de las diferentes células de los islotes pancreáticos humanos.

Los conjuntos de genes definen con precisión los diferentes tipos de células de los islotes.
Los genes relacionados con las células  α: GCG, ARX, FEV y TM4SF4.

Los genes clave relacionados con las identidades de las células β: INS, IAPP, DLK1 y RBP4. 

Los genes relacionados con las células γ: PPY, ID2, ETV1.

Genes clave relacionados con las identidades de las células δ: SST, RBP4, HHEX, LEPR.

## Fisiología de los islotes
Cada islote es una red densamente empaquetada de células, compuesta por varios tipos  celulares con una función endócrina 
que controla a nivel corporal: la homeostasis de la glucosa, el metabolismo y el comportamiento alimentario.

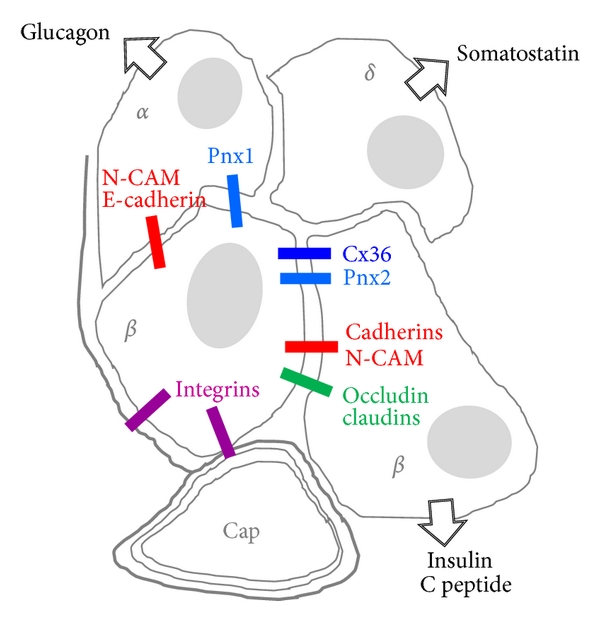
Adhesión y comunicación entre células.

Los islotes basan su funcionalidad en una variedad de señales quimiotácticas y de adhesión, para establecer y organizar las relaciones intercelulares. El contacto físico y las señales secretadas entre ciertos tipos de células optimizan la secreción de hormonas.

El islote pancreático funciona como un solo órgano con señalización  coordinada de manera estrecha entre los diferentes tipos de células. Esta red permite la respuesta a los cambios en la glucosa en sangre y a las señales dentro del mismo islote (a través de  uniones comunicantes o señalización parácrina) e impulsos nerviosos extrínsecos, de manera rápida y sensible.

Dentro de la estructura del islote, las hormonas forman una complicada red de funciones paracrinas, a las que se suman moléculas de señalización secundarias, que regulan la función y la supervivencia de las células.

### Electrofisiología
Los primeros estudios de electrofisiología en islotes de ratón intactos, atravesados con electrodos, decribieron la actividad eléctrica compuesta, producida por las células beta, que ocupan el sector central. 
En condiciones normales, la actividad eléctrica del islote aislado se registra definida, periódica, y estable durante largos períodos de tiempo.

En condiciones basales se registran potenciales en picos sincronizados de hasta 0,5 mV de amplitud, con 200-1000 milisegundos (ms) de duración y una frecuencia estable de 0,5-2 Hertz (Hz).

En células aisladas de islotes de ratones, ratas, conejillos de indias y humanos, los estudios han revelado que son eléctricamente excitables y que contienen una serie de canales iónicos dependientes e independientes del voltaje en su membrana plasmática.

En islotes humanos y de ratón, la actividad eléctrica de las células β dentro de un islote, que determina la secreción de insulina, experimenta oscilaciones rápidas (períodos de decenas de segundos) y lentas (períodos de varios minutos) en respuesta a un estímulo de glucosa.
El sistema nervioso autónomo regula la secreción de hormonas del páncreas endócrino, y por eso, afecta el metabolismo de la glucosa. Los sistemas nerviosos 
parasimpático y sistema nervioso simpático inervan directamente el islote pancreático.
Como micro-órgano endócrino, el islote necesita un flujo sanguíneo constante, para así poder detectar y responder con rapidez a los cambios de sustancias en el plasma (sangre), in vivo cada célula beta secretora de insulina, parece estar asociada con al menos una célula endotelial.

## Función celular

Islote de ratón. Inmunohistoquímica: células de insulina (verde), células de glucagón (rojo), colágeno de la matriz extracelular (amarillo).

El islote ha sido descrito como un mini-órgano complejo, compuesto por una variedad de células endócrinas y otras células de apoyo y sostén, que controlan de forma estrecha la homeostasis de la glucosa en sangre.

Las células endocrinas están encerradas por una capa de membrana basal y matriz extracelular (BM-ECM), que las separa del tejido exocrino y son alimentadas por una vasculatura independiente formada por una densa red de capilares.

### Células alfa y glucagón

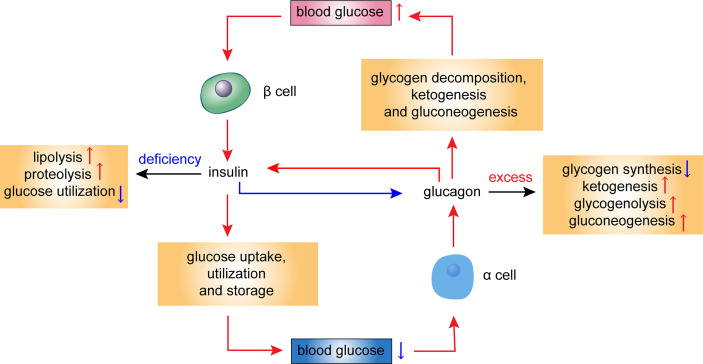
Células αy β: Hormonas, Regulación

Los gránulos secretores que contienen glucagón de las células alfa (α) con un diámetro de 250-300 nanómetros (nm), que poseen un contenido electrodenso que llena las vesículas. Tienen una gran zona central esférica muy electrodensa rodeada por un reborde angosto menos electronicodenso.
El glucagón aumenta el nivel de glucosa sanguínea (glucemia) al estimular la formación de este carbohidrato a partir del glucógeno almacenado en hepatocitos (lisis de glucógeno (glucógeno-lisis) ). También ejerce efecto en el metabolismo de proteínas y grasas. La liberación del glucagón es inhibida por la hiperglucemia.

### Células beta e insulina
Las células beta (β) individuales son heterogéneas dentro del mismo islote, presentan propiedades funcionales diferentes y en su nivel de liberación de insulina.

En islotes humanos y de ratón, la actividad eléctrica de las células β dentro de un islote, que determina la secreción de insulina, experimenta oscilaciones rápidas (períodos de decenas de segundos) y lentas (períodos de varios minutos) en respuesta a un estímulo de glucosa.
La insulina es sintetizada en el retículo endoplásmico rugoso en forma de un polipéptido llamado pre-pro-insulina que se transforma en pro-insulina, que posee la misma actividad hormonal aunque no de la misma magnitud que la insulina. La proinsulina se modifica en el aparato de Golgi y las vesículas secretoras que salen de este complejo contienen la hormona insulina. La insulina es secretada en reacción a la hiperglucemia y también por algunas hormonas péptidas como glucagón, colecistocinina-pancreocimina y secretina.

Sus acciones principales son estimular la captación de glucosa en varios tipos de células, y disminuir el nivel de glucosa sanguínea, al estimular la conversión de glucosa en glucógeno en los hepatocitos y miocitos, siempre que dicho nivel aumente.

### Células delta y somatostatina
Las células delta (δ) poseen gránulos secretores más grandes y menos electrodensos que las células alfa y beta, y sus organelos secretores son menos notables. 
La somatostatina es una neurohormona péptida y neurotransmisora que inhibe la liberación de la hormona del crecimiento, de la insulina, el glucagón e incluso de la propia somatostatina pancreática. La regulación mutua de la actividad secretora entre las células alfa, beta y delta sugiere fuertemente alguna disposición especial que facilita la regulación directa de una célula con otra, mecanismo conocido como regulación paracrina.

### Células gama y polipéptido pancreático
Las células gama (γ) antes conocidas como F y como PP, se encuentran en la periferia del islote. Son pequeñas y redondeadas y secretan el llamado polipéptido pancreático (PP).
La secreción de polipéptido pancreático es una parte importante del eje páncreas-intestino-cerebro. El PP tiene acciones inhibitorias en gran medida en el intestino, lo que reduce el vaciamiento gástrico y la actividad motora intestinal a través de acciones en el receptor Y4 (PPYR1).

### Células G y gastrina
Las células G del islote pancreático, secretan la hormona llamada gastrina que, tras ser liberada, pasa a la sangre y estimula el vaciamiento gástrico y la producción de ácido clorhídrico por las células parietales del estómago.

### Células epsilon y grelina
Las células epsilon (ε) secretan la hormona llamada grelina que, tras ser liberada, pasa a la sangre, estimula la secreción de hormona del crecimiento (GH) en la hipófisis y favorece la regulación del metabolismo energético regulando el peso corporal y la ingesta por el aumento del apetito.

## Trasplante de islotes
El trasplante de células de los islotes tiene un potencial considerable como cura para la  diabetes tipo 1 enfermedad por destrucción de las células β del páncreas, que sufre 5-10 % de todas las personas con diabetes.

En el año 2000, una cohorte de siete pacientes permaneció independiente de la insulina durante un año después del trasplante, manteniendo un régimen inmunosupresor.

El éxito del trasplante mantiene la glucemia normal a corto plazo, pero los resultados a largo plazo son desconocidos. Son necesarias inyecciones adicionales de preparados de islotes para obtener una independencia prolongada de la insulina.

Las estrategias de reemplazo de células se han llevado a cabo en varios sitios del cuerpo:  hígado, músculo, epiplón y tejido subcutáneo.

Las reacciones inmunitarias posteriores al trasplante generan el rechazo del injerto y representan un cuello de botella en el campo del trasplante de islotes.
La fisiología demuestra que la insulina por sí sola no restaura la función completa de los islotes y por qué es tan difícil lograr la normoglucemia sin la existencia de nuevos islotes que funcionen.

## Patología

### Tumores de los islotes del páncreas
Los tumores neuroendocrinos pancreáticos son los tumores de las células de los islotes, es un tipo de cáncer que comienza en el páncreas.
La mitad de los tumores neuroendocrinos pancreáticos producen hormonas que son liberadas a la sangre y causan síntomas.

Las células de algunos tumores neuroendocrinos pancreáticos continúan secretando hormonas y se llaman tumores funcionales, lo que genera una cantidad excesiva de una determinada hormona en el cuerpo.

Los insulinomas se originan de las células productoras de insulina.

Los glucagonomas surgen de las células productoras de glucagón.

Los gastrinomas surgen de las células productoras de gastrina.

Los somatostatinomas se originan de las células productoras de somatostatina.

Los VIPomas surgen de las células productoras de péptido intestinal vasoactivo (VIP).

Los tumores que secretan ACTH provienen de células que producen la hormona adrenocorticotrópica.
La mayoría (hasta el 70%) de los tumores neuroendocrinos pancreáticos funcionales son insulinomas.